# Mount Palmer, Alberta
Mount Palmer är ett berg i Kanada.   Det ligger i provinsen Alberta, i den centrala delen av landet, 3 100 km väster om huvudstaden Ottawa. Toppen på Mount Palmer är 3 150 meter över havet, eller 400 meter över den omgivande terrängen. Bredden vid basen är 2,6 km.
Terrängen runt Mount Palmer är huvudsakligen bergig, men den allra närmaste omgivningen är kuperad.Trakten runt Mount Palmer är nära nog obefolkad, med mindre än två invånare per kvadratkilometer.. Det finns inga samhällen i närheten. 
Trakten runt Mount Palmer består i huvudsak av gräsmarker.